# No Sogn
No Sogn er et sogn i Ringkøbing Provsti (Ribe Stift).
I 1800-tallet var No Sogn anneks til Hee Sogn. Begge sogne hørte til Hind Herred i Ringkøbing Amt. Hee-No sognekommune blev senere delt, så hvert sogn dannede sin egen sognekommune. Ved kommunalreformen i 1970 blev både Hee og No indlemmet i Ringkøbing Kommune, der ved strukturreformen i 2007 indgik i Ringkøbing-Skjern Kommune.
I No Sogn ligger No Kirke.
I No Sogn findes følgende autoriserede stednavne:
- Fladbjerg (bebyggelse)
- Granlide Plantage (areal)
- Grimstrup (bebyggelse)
- Grimstrup Hede (areal)
- Heager (bebyggelse)
- Hjortmose (areal, bebyggelse)
- Klitmose (bebyggelse)
- Lybæk (bebyggelse)
- Lybæk Mose (bebyggelse)
- Lyngsmose (bebyggelse)
- No (bebyggelse)
- No Plantage (areal)
- Nokær (bebyggelse)
- Oksfeld (bebyggelse)
- Røgind (bebyggelse)
- Skuldbøl (bebyggelse)
- Vanting (bebyggelse)
- Øster No (bebyggelse)